# Mehdi Ben Slimane
Mehdi Ben Slimane (n. Le Kram, Túnez, 1 de enero de 1974) es un exfutbolista tunecino, se desempeñaba como delantero y militó en diversos clubes de Túnez, Francia, Alemania y Arabia Saudita.

## Clubes
| Club                     | País           | Año         |
| ------------------------ | -------------- | ----------- |
| AS Marsa                 | Túnez          | 1994 - 1996 |
| Olympique Marsella       | Francia        | 1996 - 1997 |
| Friburgo                 | Alemania       | 1997 - 2000 |
| Borussia Mönchengladbach | Alemania       | 2000        |
| Al-Nassr                 | Arabia Saudita | 2001        |
| Club Africain            | Túnez          | 2002 - 2003 |

## Selección nacional
Ha sido internacional con la Selección de fútbol de Túnez; donde jugó 33 partidos internacionales y anotó 6 goles por dicho seleccionado. Incluso participó con su selección, en 1 Copa Mundial. La única Copa del Mundo en que Ben Slimane participó, fue en la edición de Francia 1998, donde su selección quedó eliminado en la primera fase. También participó en los Juegos Olímpicos de Alanta 1996, donde su selección también quedó eliminado en la primera fase.